# Martin Wehner
Martin Wehner (* 3. Oktober 1945 in Einbeck; † 17. April 2025) war ein deutscher Politiker (SPD) und Mitglied des Niedersächsischen Landtages (1978–1982).

## Leben
Nach der Volksschule besuchte Martin Wehner das Einbecker Gymnasium und erwarb dort 1965 das Abitur. Im Anschluss leistete er in Hannover zwei Jahre lang Wehrdienst bei der Bundeswehrdienststelle Hannover. Ab 1968 absolvierte er eine Ausbildung im gehobenen Verwaltungsdienst, die er 1971 abschloss. In der Folge arbeitete er von 1971 bis 1974 für die Landeshauptstadt Hannover als Verwaltungsbeamter, danach ab 1974 für die Gemeinde Katlenburg-Lindau als Kämmerer und Amtmann der Gemeinde.
Martin Wehner trat im Jahr 1963 in die SPD ein. Er übernahm in der Einbecker Kreis- und Stadtsparkasse den stellvertretenden Verwaltungsratsvorsitz, und er engagierte sich fünfzehn Jahre lang in der evangelischen Jugendarbeit.
Ab 1971 wurde in den Rat der Stadt Einbeck gewählt, seit 1976 war er Beigeordneter. Er übernahm den stellvertretenden Vorsitz der SPD-Fraktion im Rat. Ab 1972 wirkte er in der Stadt Einbeck auch als Vorsitzender des Jugendwohlfahrtsausschusses. Von 1991 bis 2006 war er Bürgermeister der Stadt Einbeck.
Vom 21. Juni 1978 bis 20. Juni 1982 war er Mitglied des Niedersächsischen Landtages (9. Wahlperiode, Wahlkreis 25/Einbeck).
Wehner war Kreistagsmitglied des Landkreises Northeim und dort Vorsitzender der SPD-Fraktion.
Martin Wehner war evangelisch, verheiratet und hat zwei Töchter. Er verstarb am 17. April 2025 im Alter von 79 Jahren.